# ファーラ・サン・マルティーノ
ファーラ・サン・マルティーノ（イタリア語: Fara San Martino）は、イタリア共和国アブルッツォ州キエーティ県にある、人口約1,400人の基礎自治体（コムーネ）。

## 地理

### 位置・広がり

#### 隣接コムーネ
隣接するコムーネは以下の通り。括弧内のPEはペスカーラ県、AQはラクイラ県所属を示す。
- カラマーニコ・テルメ (PE)
- チヴィテッラ・メッセール・ライモンド
- ラーマ・デイ・ペリーニ
- パチェントロ (AQ)
- パロンバーロ
- ペンナピエディモンテ
- サンテウフェミーア・ア・マイエッラ (PE)

## 社会
食品企業ディ・チェコ社創業の地であり、現在も本社を置く。